# Amplicephalus insularis
Amplicephalus insularis är en insektsart som beskrevs av Rauno E. Linnavuori och Delong 1977. Amplicephalus insularis ingår i släktet Amplicephalus och familjen dvärgstritar. Inga underarter finns listade i Catalogue of Life.